# Kowpyta
Kowpyta (ukr. Ковпита) – wieś na Ukrainie, w obwodzie czernihowskim, w rejonie czernihowskim, w hromadzie Mychajło-Kociubynśke. W 2001 liczyła 1417 mieszkańców, spośród których 1387 wskazało jako ojczysty język ukraiński, 29 rosyjski, a 1 białoruski.